# چیهیرین
شهر چیهیرین (به روسی: Чигирин) در استان چرکاسی در کشور اوکراین واقع شده‌است. جمعیت این شهر ۱۱٬۹۶۰ نفر است.

## نگارخانه

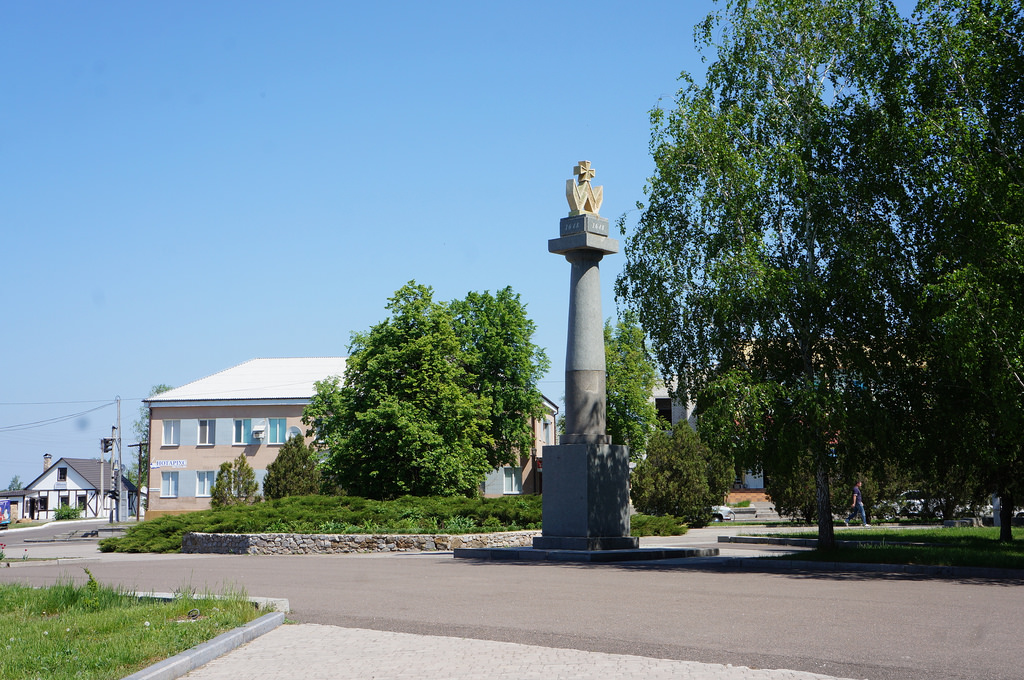
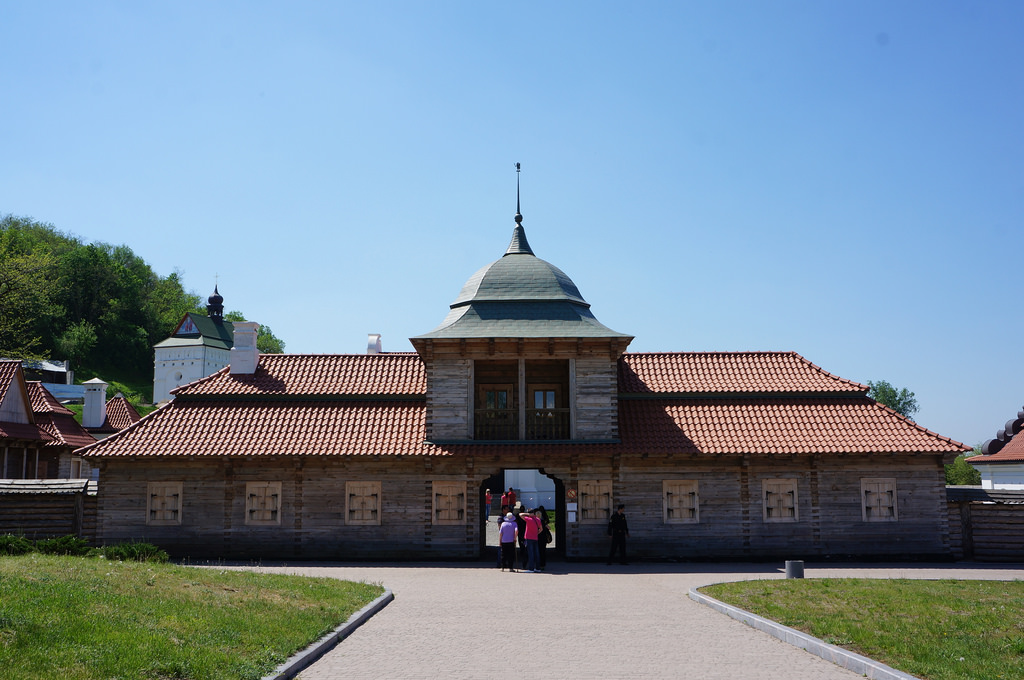
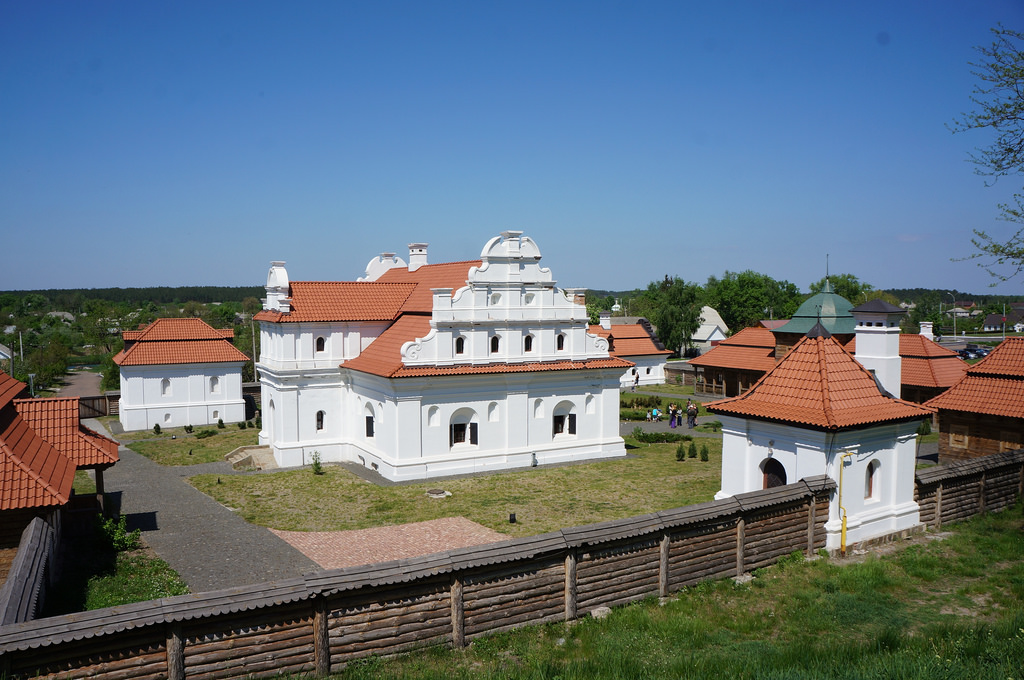
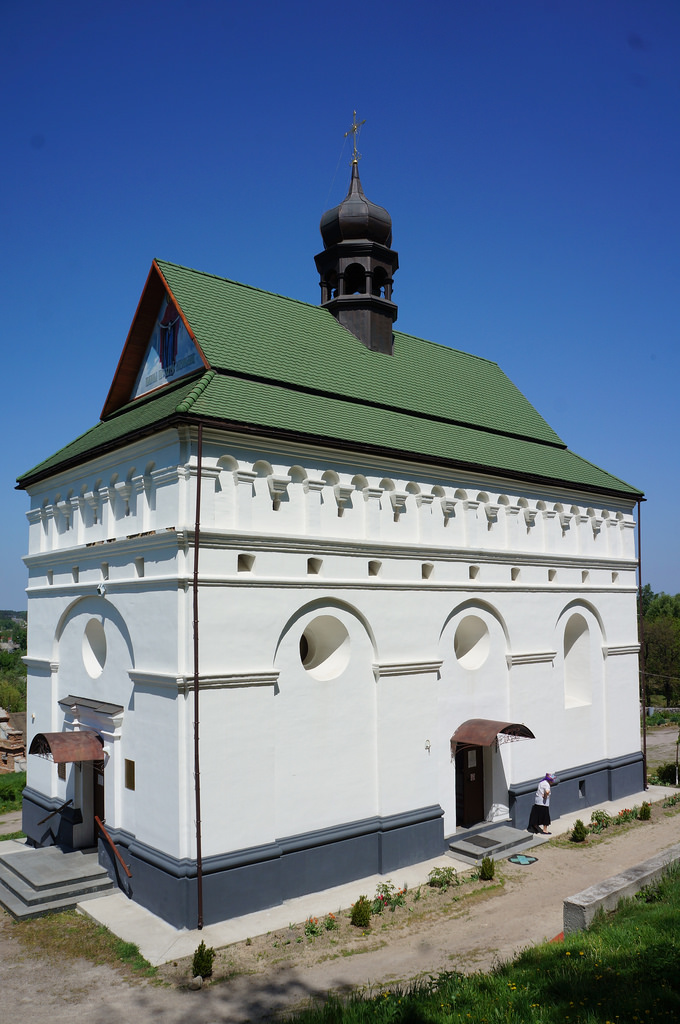
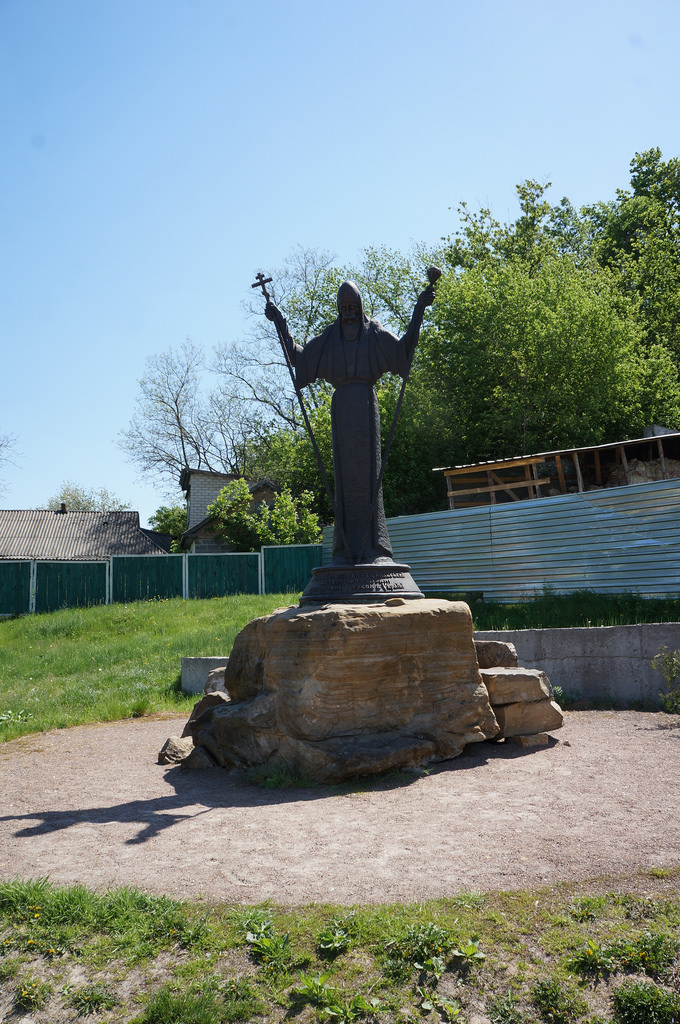
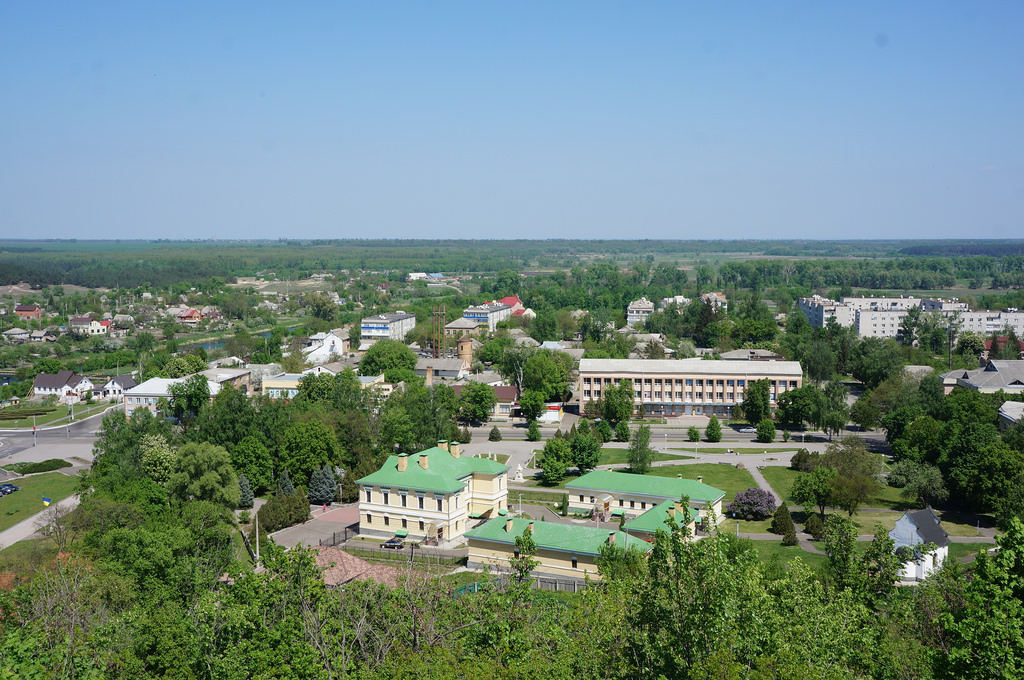
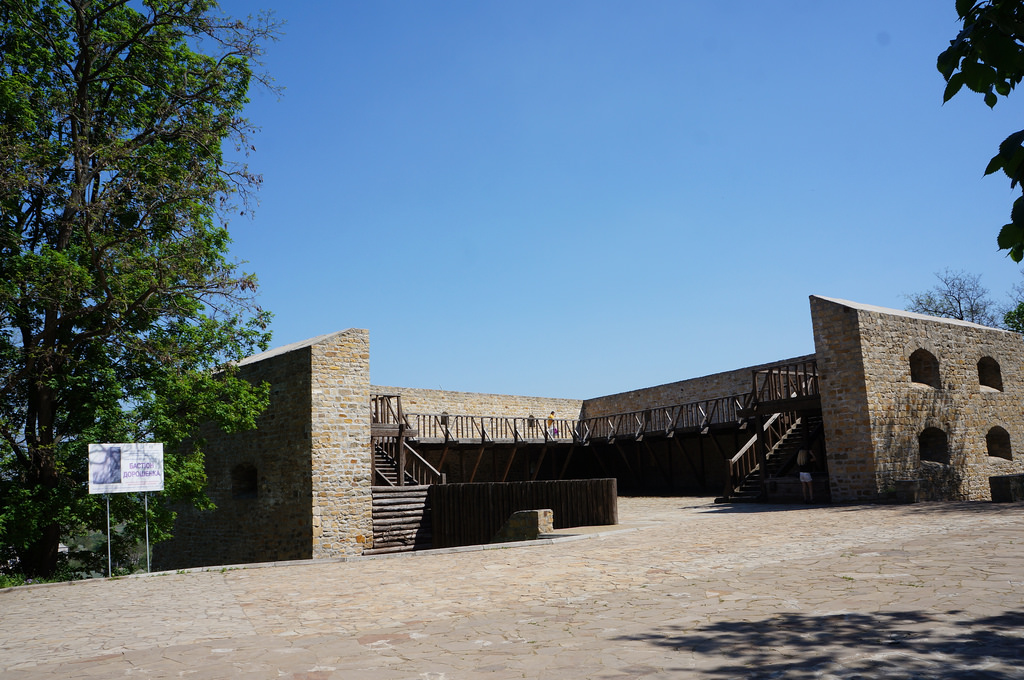
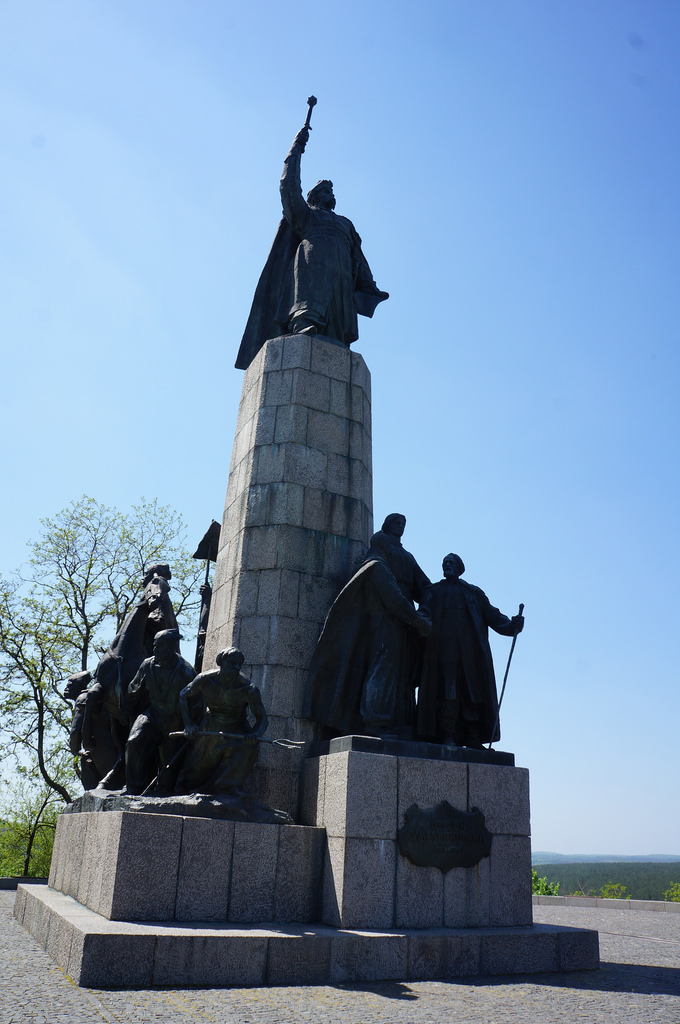